# Souleuvre-en-Bocage
Souleuvre-en-Bocage é uma comuna francesa na região administrativa da Normandia, no departamento de Calvados. Estende-se por uma área de 187,28 km². Em 2010 a comuna tinha 9 055 habitantes (densidade: 48,4 hab./km²).
A municipalidade foi estabelecida em 1 de janeiro de 2016 e consiste na fusão das antigas comunas de Beaulieu, Le Bény-Bocage, Bures-les-Monts, Campeaux, Carville, Étouvy, La Ferrière-Harang, La Graverie, Malloué, Montamy, Mont-Bertrand, Montchauvet, Le Reculey, Saint-Denis-Maisoncelles, Sainte-Marie-Laumont, Saint-Martin-des-Besaces, Saint-Martin-Don, Saint-Ouen-des-Besaces, Saint-Pierre-Tarentaine e Le Tourneur. A comuna tem sua prefeitura em Le Bény-Bocage.